# کاتسوهیده موتوکی

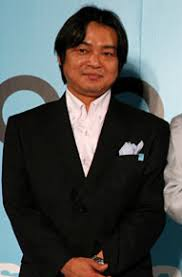
کاتسوهیده موتوکی - ۲۰۱۷

کاتسوهیده موتوکی (به ژاپنی: 本木 克英 Motoki Katsuhide) (تولد ۶ دسامبر ۱۹۶۳) یک کارگردان فیلم و تهیه‌کننده ژاپنی است. از فیلم‌هایی که وی کارگردانی کرده است می‌توان به مأموریت ناممکن سامورایی (۲۰۱۴) اشاره کرد.